# 5-я дивизия польских стрелков
5-я дивизия польских стрелков (пол. 5 Dywizja Strzelców Polskich) — национальное соединение в составе Русской армии адмирала А. В. Колчака.

## История
5-я польская дивизия Русской армии А. В. Колчака была сформирована в Сибири в мае 1919 года в основном из польских военнопленных, воевавших в Первой мировой в рядах германской и австро-венгерских войск. Численность — более 11 тыс. человек. По популярной среди солдат шутке, в дивизию входили 1-й польский стрелковый полк им. Т. Костюшко, 2-й польский оборонительный полк, 3-й сибирский стрелковый полк и 4-й советский пехотный полк. Название 4-го полка объяснялось тем, что среди поляков, вступивших в дивизию, имелись сторонники революции, в том числе и советской власти, а 2-го потому, что в его рядах служили бывшие австрийские военнопленные. Александр Данелюк (Стефаньский) писал, что одна из групп польских солдат состояла:
«…из людей, которые принимали активное участие в революции, дрались в защиту советской власти, и только после разгрома советских отрядов пытались спастись от расстрелов, поступая – или под другими фамилиями, или попросту в других городах, где их не знали — в польскую армию».
 Офицерский контингент первоначально был сформирован преимущественно из офицеров-поляков германской и австро-венгерской армий, позднее в дивизию влилось немало офицеров Русской императорской армии, часть из которых были поляками лишь по происхождению.
Командиром 5-й польской дивизии был назначен полковник Русской императорской армии Казимир Румша.
Основная роль 5-й польской дивизии состояла в охране Транссиба от нападений красных партизан и в подавлении антиколчаковских крестьянских выступлений. Прославилась дивизия участием в арьергардных боях при отходе войск Колчака на восток, в ходе которых погибло до 4 тысяч поляков. В состав дивизии входили несколько речных мониторов, патрулировавших Обь.
После боёв с Красной армией дивизия 10 февраля 1920 года была разоружена под Красноярском, большая часть дивизии сдалась наступающей Красной армии возле станции Клюквенная, оказавшись в лагерях военнопленных и тюрьмах. В то же время, около 1 тысячи солдат и офицеров под командованием К. Румши отказались капитулировать и смогли уйти на восток, оказавшись в конце концов в китайском Харбине, откуда и переправились в Польшу. Отряд Румши стал основой Сибирской бригады польской армии, успев принять участие в советско-польской войне 1919—1921 годов. 24 февраля 1921 года Польша и РСФСР заключили договор о репатриации, который был подтверждён Рижским договором 18 марта этого же года. Только после этого солдаты и офицеры 5-й польской дивизии, как те, кто находился в плену, так и скрывавшиеся от советской власти, смогли выехать в Польшу.
Учитывая наличие среди солдат и офицеров польской дивизии людей, симпатизировавших русской революции, неудивительно наличие в ней подпольных большевистских групп, пытавшихся распропагандировать польских военных и привлечь их на сторону советской власти. Наибольшего успеха в этом большевики добились в Литовском батальоне. Его солдаты перебили часть офицеров и присоединились к одному из отрядов красных партизан. Позднее на базе бывшего Литовского батальона польской дивизии был сформирован 212-й батальон внутренней службы Красной армии, охранявший, в том числе, и пленных солдат и офицеров 5-й дивизии.
В составе дивизии действовала культурно-просветительная комиссия. Под её эгидой проводились лекции для солдат и офицеров на темы польской литературы и истории,, а также действовал солдатский театр, репертуар которого состоял как из классических польских драм, так и из лёгких развлекательных пьес. Регулярно устраивались вечера и торжественные мероприятия, посвящённые важнейшим событиям польской истории и национальным праздникам. При дивизии существовали харцерские скаутские дружины.

## Организация дивизии
- Командование 5-й дивизии польских стрелков — полковник Казимир Румша
- 1-й полк польских стрелков им. Тадеуша Костюшко — полковник Людвиг Болдок
- 2-й полк польских стрелков в Сибири — подполковник Людвиг Кадлец, заместитель командира Эмиль Вернер
- 3-й полк польских стрелков им. Генрика Домбровского — полковник Ромуальд Когутницкий, заместитель командира Бронислав Выговский
- Кадровый батальон — подполковник Леонард Бжезинский-Дунин (попал в плен и вернулся в Польшу 24 декабря 1921 г.)[7]
- Штурмовой батальон — капитан Эдвард Доян-Сурувка (попал в плен, бежал и вернулся в Польшу 27 июня 1920 г.)[8]
- 1-й уланский полк — подполковник Конрад Пекарский, заместитель командира Анатол Езерский
- 5-й полк полевой артиллерии — полковник Кароль Скиргайло-Яцевич (погиб в плену)[7]
- Инженерный батальон — майор Юзеф Свирщевский, заместитель командира майор Мариан Стржетельский
- Жандармерия — капитан Витольд Даровский (попал в плен и был убит 17 марта 1920 г. в Красноярске)[9]
- Суд дивизии — майор Эдмунд Каменский (попал в плен и был убит 10 мая 1921 г. в Омске)[9]